# Équipe de Tunisie de volley-ball en 2007
L'équipe de Tunisie de volley-ball commence sa préparation pour le championnat d'Afrique par une longue série de matchs amicaux face à l'Italie B, la Grande-Bretagne et l'Australie. Elle dispute nsuite le tournoi triangulaire de Sousse avec l'Espagne et l'Australie. Dix jours plus tard, les coéquipiers de Hichem Kaâbi terminent en deuxième position au tournoi des quatre nations à Leipzig. Finalement, ils rencontrent la République tchèque, quatrième équipe accueillie en Tunisie durant cette trêve estivale, à quatre reprises.
Au championnat d'Afrique, l'équipe termine le premier tour en tête du groupe et sans perdre le moindre set. En demi-finale, elle élimine facilement l'équipe du pays hôte. Le lendemain, elle dispute la finale face à l'Égypte qu'elle bat au premier tour par 3-0, les Tunisiens menant par deux sets mais les Égyptiens revenant de loin et mettent une fin dramatique à cette finale. Il s'agit du dernier championnat africain pour quelques cadres de l'équipe tunisienne tels que Ghazi Guidara (en), Hosni Karamosly (en) et Chaker Ghezal (en). Malgré ce revers, l'équipe se qualifie pour la cinquième fois consécutive à la coupe du monde au Japon puisqu'elle fait partie des quatre meilleures vices-champions continentaux au classement de la FIVB. En match d'ouverture, l'équipe crée la sensation en battant l'équipe hôte devant 14 500 spectateurs, mais elle déçoit avec onze défaites et neuf sets gagnés.

## Matchs des seniors
| Date                    | Lieu                                | Adversaire      | Score                               | Durée  | Compétition | Meilleur marqueur                      | Référence   |
| Stage en Pologne (juin) |                                     |                 |                                     |        |             |                                        |             |
| 26 juin 2007            | Cavriago                            | Italie B        | 1-3 (25-23 23-25 23-25 22-25)       | -      | A           | -                                      | FIPAV       |
| 28 juin 2007            | Sant'Ilario d'Enza                  | Italie B        |                                     | -      | A           | -                                      |             |
| 2 août 2007             | Monastir                            | Grande-Bretagne | 3-0                                 | -      | A           | -                                      | EV          |
| 3 août 2007             | Monastir                            | Grande-Bretagne | 3-1                                 | -      | A           | -                                      | EV          |
| 13 août 2007            | Monastir                            | Australie       | 3-0 (26-24 31-29 30-28)             | -      | A           | -                                      | AVF         |
| 14 août 2007            | Monastir                            | Australie       | 2-3 (20-25 25-22 17-25 25-21 05-15) | -      | A           | -                                      | AVF         |
| 15 août 2007            | Salle olympique de Sousse Sousse    | Australie       | 3-1 (25-21 25-21 23-25 25-21)       | -      | TS          | -                                      | AVF         |
| 16 août 2007            | Salle olympique de Sousse Sousse    | Australie       | 2-3 (18-25 18-25 26-24 25-22 14-16) | -      | A           | -                                      | AVF         |
| 16 août 2007            | Salle olympique de Sousse Sousse    | Espagne         | 0-3 (26-28 16-25 23-25)             | 1 h 12 | TS          | -                                      | marca RFEVB |
| 24 août 2007            | Arena Leipzig Leipzig               | Allemagne       | 1-3 (31-33 25-21 25-27 25-27)       | 1 h 52 | A           | Hichem Kaâbi (18)                      | DVV,        |
| 25 août 2007            | Arena Leipzig Leipzig               | Russie B        | 3-0 (25-19 25-23 25-19)             | -      | A           | -                                      | DVV         |
| 26 août 2007            | Arena Leipzig Leipzig               | Turquie         | 3-0 (25-21 25-22 25-23)             | -      | A           | -                                      | DVV,        |
| 5 septembre 2007        | Palais des sports d'El Menzah Tunis | Tchéquie        | 3-1 (25-23 25-22 20-25 25-22)       | 1 h 46 | A           | -                                      | CVF         |
| 6 septembre 2007        | Palais des sports d'El Menzah Tunis | Tchéquie        | 1-3 (22-25 21-25 25-21 19-25)       | -      | A           | -                                      | CVF         |
| 7 septembre 2007        | Palais des sports d'El Menzah Tunis | Tchéquie        | 3-0 (25-23 25-23 25-20)             | 1 h 28 | A           | -                                      | CVF         |
| 8 septembre 2007        | Palais des sports d'El Menzah Tunis | Tchéquie        | 1-3 (30-28 14-25 21-25 19-25)       | -      | A           | -                                      | CVF         |
| 17 septembre 2007       | Tongaat Hall Durban                 | Zimbabwe        | 3-0 (25-17 25-20 25-12)             | -      | CHANPT      | -                                      |             |
| 18 septembre 2007       | Tongaat Hall Durban                 | Kenya           | 3-0 (25-20 25-23 25-19)             | -      | CHANPT      | -                                      |             |
| 19 septembre 2007       | Tongaat Hall Durban                 | Botswana        | 3-0 (25-22 25-14 25-11)             | -      | CHANPT      | -                                      |             |
| 20 septembre 2007       | Tongaat Hall Durban                 | Égypte          | 3-0 (25-21 29-27 25-23)             | -      | CHANPT      | -                                      |             |
| 22 septembre 2007       | Tongaat Hall Durban                 | Afrique du Sud  | 3-0 (25-14 25-19 25-20)             | -      | CHANDF      | -                                      |             |
| 23 septembre 2007       | Tongaat Hall Durban                 | Égypte          | 2-3 (25-15 27-25 22-25 22-25 09-15) | -      | CHANF       | -                                      |             |
| 18 novembre 2007        | Saitama Super Arena Saitama         | Japon           | 3-2 (25-13 25-11 25-16)             | 2 h 24 | CM          | Marouane Garci (20)                    | FIVB        |
| 19 novembre 2007        | Saitama Super Arena Saitama         | Argentine       | 1-3 (19-25 21-25 25-23 23-25)       | 1 h 41 | CM          | Hichem Kaâbi (17)                      | FIVB        |
| 20 novembre 2007        | Saitama Super Arena Saitama         | Russie          | 1-3 (25-22 25-15 25-12 25-16)       | 1 h 31 | CM          | Hichem Kaâbi (17)                      | FIVB        |
| 22 novembre 2007        | Hiroshima Green Arena Hiroshima     | Australie       | 1-3 (25-22 37-35 24-26 22-25)       | 2 h 0  | CM          | Noureddine Hfaiedh (19)                | FIVB        |
| 23 novembre 2007        | Hiroshima Green Arena Hiroshima     | Corée du Sud    | 2-3 (17-25 25-23 25-21 22-25 09-15) | 1 h 48 | CM          | Hichem Kaâbi (22)                      | FIVB        |
| 25 novembre 2007        | Momotaro Arena Okayama              | États-Unis      | 1-3 (25-22 19-25 19-25 17-25)       | 1 h 49 | CM          | Hichem Kaâbi (17)                      | FIVB        |
| 26 novembre 2007        | Momotaro Arena Okayama              | Brésil          | 0-3 (19-25 16-25 21-25)             | 1 h 15 | CM          | Hichem Kaâbi (16)                      | FIVB        |
| 27 novembre 2007        | Momotaro Arena Okayama              | Bulgarie        | 1-3 (24-26 25-22 15-25 17-25)       | 1 h 44 | CM          | Hosni Karamosly (en) (12)              | FIVB        |
| 30 novembre 2007        | Gymnase de Komazawa Tokyo           | Porto Rico      | 0-3 (17-25 17-25 23-25)             | 1 h 19 | CM          | Marouane Garci, Noureddine Hfaiedh (9) | FIVB        |
| 1er décembre 2007       | Gymnase de Komazawa Tokyo           | Égypte          | 1-3 (21-25 25-18 21-25 22-25)       | 1 h 45 | CM          | Hichem Kaâbi (24)                      | FIVB        |
| 2 décembre 2007         | Gymnase de Komazawa Tokyo           | Espagne         | 1-3 (16-25 22-25 25-21 18-25)       | 1 h 39 | CM          | Hichem Kaâbi (23)                      | FIVB        |

A : match amical.
TS : match du Tournoi de Sousse.
CHAN : match du championnat d'Afrique 2007.
CM: match de la coupe du monde 2007
PTPremier tour
DFDemi-finale
FFinale

## Sélections

### Sélection pour lechampionnat d'Afrique 2007
| No                                               | Nom                                              | Date de naissance                                | Taille | Poids | Poste                        | Club                         |
| ------------------------------------------------ | ------------------------------------------------ | ------------------------------------------------ | ------ | ----- | ---------------------------- | ---------------------------- |
| 1                                                | Amine Bessrour                                   | 5 décembre 1978                                  | 181    | 78    | Libero                       | Chaumont Volley-Ball 52      |
| 4                                                | Marouane Garci                                   | 21 mars 1988                                     | 194    | 73    | Attaquant                    | Étoile du Sahel              |
| 5                                                | Samir Sellami                                    | 13 juillet 1977                                  | 194    | 82    | Passeur                      | Club sfaxien                 |
| 7                                                | Chaker Ghezal (en)                               | 14 janvier 1977                                  | 199    | 90    | Central                      |                              |
| 8                                                | Aymen Ben Brik                                   | 8 mai 1985                                       | 188    | 68    |                              | Saydia Sports                |
| 9                                                | Khaled Belaïd (en)                               | 30 décembre 1973                                 | 195    | 82    | Réceptionneur-attaquant      | Espérance de Tunis           |
| 12                                               | Hichem Kaâbi                                     | 13 septembre 1986                                | 194    | 82    | Attaquant                    | Espérance de Tunis           |
| 13                                               | Noureddine Hfaiedh                               | 27 août 1973                                     | 200    | 86    | Réceptionneur-attaquant      | NEC Blue Rockets             |
| 14                                               | Bilel Ben Hassine                                | 22 juin 1983                                     | 201    | 90    | Central                      | Fatah Hammam El Ghezaz       |
| 15                                               | Ghazi Guidara (en)                               | 18 mai 1974                                      | 186    | 75    | Passeur                      | Espérance de Tunis           |
| 16                                               | Chokri Jouini                                    | 25 avril 1989                                    | 191    | 70    | Attaquant                    | Espérance de Tunis           |
| 18                                               | Hosni Karamosly (en)                             | 1er juin 1980                                    | 197    | 82    | Attaquant                    | Club sfaxien                 |
|                                                  |                                                  |                                                  |        |       |                              |                              |
| Encadrement technique                            | Encadrement technique                            |                                                  |        |       | Légende                      | Légende                      |
| Entraîneur : Antonio Giacobbe                    | Entraîneur : Antonio Giacobbe                    | Entraîneur : Antonio Giacobbe                    |        |       | : Capitaine                  | : Capitaine                  |
| Entraîneur(s) adjoint(s) : Noureddine Ben Younes | Entraîneur(s) adjoint(s) : Noureddine Ben Younes | Entraîneur(s) adjoint(s) : Noureddine Ben Younes |        |       | : Joueur blessé actuellement | : Joueur blessé actuellement |

### Sélection pour lacoupe du monde 2007
| No                                               | Nom                                              | Date de naissance                                | Taille | Poids | Poste                        | Club                         |
| ------------------------------------------------ | ------------------------------------------------ | ------------------------------------------------ | ------ | ----- | ---------------------------- | ---------------------------- |
| 1                                                | Amine Bessrour                                   | 5 décembre 1978                                  | 181    | 78    | Libero                       | Chaumont Volley-Ball 52      |
| 3                                                | Skander Ben Tara                                 | 22 janvier 1985                                  | 200    | 90    | Central                      | Espérance de Tunis           |
| 4                                                | Marouane Garci                                   | 21 mars 1988                                     | 194    | 73    | Attaquant                    | Étoile du Sahel              |
| 8                                                | Aymen Ben Brik                                   | 8 mai 1985                                       | 188    | 68    |                              | Saydia Sports                |
| 9                                                | Khaled Belaïd (en)                               | 30 décembre 1973                                 | 195    | 82    | Réceptionneur-attaquant      | Espérance de Tunis           |
| 10                                               | Haykel Jerbi (en)                                | 4 avril 1988                                     | 187    | 63    | Passeur                      | Aigle sportif d'El Haouaria  |
| 12                                               | Hichem Kaâbi                                     | 13 septembre 1986                                | 194    | 82    | Attaquant                    | Espérance de Tunis           |
| 13                                               | Noureddine Hfaiedh                               | 27 août 1973                                     | 200    | 86    | Réceptionneur-attaquant      | NEC Blue Rockets             |
| 14                                               | Bilel Ben Hassine                                | 22 juin 1983                                     | 201    | 90    | Central                      | Fatah Hammam El Ghezaz       |
| 15                                               | Ghazi Guidara (en)                               | 18 mai 1974                                      | 186    | 75    | Passeur                      | Espérance de Tunis           |
| 16                                               | Chokri Jouini                                    | 25 avril 1989                                    | 191    | 70    | Attaquant                    | Espérance de Tunis           |
| 18                                               | Hosni Karamosly (en)                             | 1er juin 1980                                    | 197    | 82    | Attaquant                    | Club sfaxien                 |
|                                                  |                                                  |                                                  |        |       |                              |                              |
| Encadrement technique                            | Encadrement technique                            |                                                  |        |       | Légende                      | Légende                      |
| Entraîneur : Antonio Giacobbe                    | Entraîneur : Antonio Giacobbe                    | Entraîneur : Antonio Giacobbe                    |        |       | : Capitaine                  | : Capitaine                  |
| Entraîneur(s) adjoint(s) : Noureddine Ben Younes | Entraîneur(s) adjoint(s) : Noureddine Ben Younes | Entraîneur(s) adjoint(s) : Noureddine Ben Younes |        |       | : Joueur blessé actuellement | : Joueur blessé actuellement |
| Manager général : Zied Boukhris                  |                                                  |                                                  |        |       |                              |                              |

## Équipe de Tunisie B
L'équipe de Tunisie B prend part aux Jeux africains 2007 à Alger. Elle y remporte la médaille de bronze avec un bilan de cinq succès et deux défaites. Et pour préparer les Jeux panarabes du Caire, elle s'offre une double opposition face à la Grande-Bretagne puis elle dispute la coupe du président du Kazakhstan qu'elle termine en quatrième position. Aux Jeux panarabes l'équipe se contente de la cinquième place après son éliminaion au premier tour.
| Date             | Lieu        | Adversaire          | Score                               | Durée  | Compétition | Meilleur marqueur | Référence |
| 16 mars 2007     | Misrata     | Libye               | 3-0 (25-23 25-20 25-12)             | -      | TQJA        | -                 |           |
| 24 mars 2007     | La Goulette | Libye               | 3-0 (25-18 25-19 25-19)             | -      | TQJA        | -                 |           |
| 14 juillet 2007  | Alger       | Botswana            | 3-1 (25-16 17-25 25-17 25-17)       | 1 h 43 | JAPT        | -                 |           |
| 15 juillet 2007  | Alger       | Nigeria             | 3-0 (25-18 25-20 25-23)             | 1 h 18 | JAPT        | -                 |           |
| 16 juillet 2007  | Blida       | Sénégal             | 3-0 (25-16 25-15 25-20)             | 1 h 10 | JAPT        | -                 |           |
| 18 juillet 2007  | Alger       | Égypte              | 3-0 (28-26 25-18 25-19)             | 1 h 15 | JAPT        | -                 |           |
| 19 juillet 2007  | Alger       | Cameroun            | 1-3 (28-30 25-15 22-25 21-25)       | 1 h 45 | JAPT        | -                 |           |
| 21 juillet 2007  | Alger       | Kenya               | 3-1 (25-19 23-25 29-27 25-18)       | 1 h 44 | JADF        | -                 |           |
| 22 juillet 2007  | Alger       | Égypte              | 1-3 (25-21 16-25 20-25 19-25)       | 2 h 38 | JAF         | -                 |           |
| 4 août 2007      | Tunisie     | Grande-Bretagne     | 1-3 (18-25 25-14 24-26 23-25)       | -      | A           | -                 | EV        |
| 5 août 2007      | Tunisie     | Grande-Bretagne     | 3-2 (25-20 25-22 33-35 21-25 15-10) | -      | A           | -                 | EV        |
| 23 août 2007     | Astana      | Lokomotiv-Izoumroud | 1-3 (25-23 21-25 18-25 23-25)       | 1 h 31 | CPKPT       | -                 | SGKZ      |
| 24 août 2007     | Astana      | Rahat Almaty        | 2-3 (22-25 25-19 18-25 27-25 13-15) | 1 h 36 | CPKPT       | -                 | SGKZ      |
| 25 août 2007     | Astana      | Égypte              | 3-1 (25-22 17-25 25-23 26-24)       | 1 h 29 | CPKPT       | -                 |           |
| 26 août 2007     | Astana      | Égypte              | 1-3 (19-25 28-26 19-25 15-25)       | 1 h 14 | CPK3e       |                   |           |
| 8 novembre 2007  | Le Caire    | Bahreïn             | 0-3 (22-25 20-25 20-25)             | -      | JPPT        | -                 |           |
| 9 novembre 2007  | Le Caire    | Égypte              | 0-3 (23-25 21-25 20-25)             | -      | JPPT        | -                 |           |
| 10 novembre 2007 | Le Caire    | Koweït              | 3-0 (28-26 25-19 25-10)             | -      | JPPT        | -                 |           |
| 11 novembre 2007 | Le Caire    | Irak                | 3-0 (25-19 25-17 25-16)             | -      | JPPT        | -                 |           |
| 13 novembre 2007 | Le Caire    | Jordanie            | 3-0 (25-17 25-18 25-22)             | -      | JP5e        | -                 |           |

A : match amical.
TQJA : match du tournoi de qualification aux Jeux africains 2007 (Zone 1).
JA : match des Jeux africains 2007.
CPK: match du Coupe du président du Kazakhstan.

JP : match des Jeux panarabes 2007
PTPremier tour
DFDemi-finale
FFinale
3eMatch pour la 3e place
5eMatch pour la 5e place

## Équipe des moins 19 ans
L'équipe de Tunisie des moins 19 ans termine 14e au championnat du monde des moins de 19 ans 2007 avec un bilan de deux victoires et six défaites dont une par forfait. Au même temps, l'équipe B des moins 19 ans prend part au championnat arabe à Lattaquié et termine quatrième après quatre succès et deux défaites.

### Matchs
| Date         | Lieu                               | Adversaire      | Score                               | Durée  | Compétition | Meilleur marqueur                | Référence |
| 15 août 2007 | Gimnasio de Usos Multiples Tijuana | Inde            | F-3 (0-25 0-25 0-25)                | -      | CHMPT       | -                                | FIVB      |
| 16 août 2007 | Gimnasio de Usos Multiples Tijuana | Mexique         | 3-2 (25-23 24-26 25-23 21-25 15-11) | 2 h 10 | CHMPT       | Chokri Jouini (20)               | FIVB      |
| 17 août 2007 | Gimnasio de Usos Multiples Tijuana | Belgique        | 0-3 (15-25 18-25 17-25)             | 1 h 16 | CHMPT       | Chokri Jouini (9)                | FIVB      |
| 20 août 2007 | Auditorio del Estado (en) Mexicali | Russie          | 0-3 (23-25 17-25 19-25)             | 1 h 10 | CHMMdc      | Ilyès Karamosli (9)              | FIVB      |
| 21 août 2007 | Auditorio del Estado (en) Mexicali | Allemagne       | 0-3 (27-29 16-25 21-25)             | 1 h 17 | CHMMdc      | Houssem Kallel (11)              | FIVB      |
| 22 août 2007 | Auditorio del Estado (en) Mexicali | Cuba            | 0-3 (26-28 19-25 23-25)             | 1 h 20 | CHMMdc      | Anouar Ben Jemaa (14)            | FIVB      |
| 25 août 2007 | Auditorio del Estado (en) Mexicali | États-Unis      | 3-1 (25-22 26-24 19-25 25-20)       | 1 h 40 | CHMMdc      | Hamza Rezgui (17)                | FIVB      |
| 26 août 2007 | Auditorio del Estado (en) Mexicali | Cuba            | 1-3 (21-25 32-30 23-25 21-25)       | 1 h 55 | CHMMdc      | Hamza Rezgui, Ismaïl Moalla (13) | FIVB      |
| 17 août 2007 | Lattaquié                          | Liban           | 3-1                                 | -      | CAPT        | -                                |           |
| 19 août 2007 | Lattaquié                          | Koweït          | 3-2 (20-25 25-17 23-25 25-17 15-13) | -      | CAPT        | -                                |           |
| 20 août 2007 | Lattaquié                          | Arabie saoudite | 3-1 (25-17 23-25 25-17 25-15)       | -      | CAPT        | -                                |           |
| 21 août 2007 | Lattaquié                          | Algérie         | 3-0 (25-12 25-17 27-25)             | -      | CAPT        | -                                |           |
| 23 août 2007 | Lattaquié                          | Bahreïn         | 1-3 (13-25 25-27 25-17 25-27)       | -      | CADF        | -                                |           |
| 24 août 2007 | Lattaquié                          | Koweït          | 2-3 (18-25 25-12 20-25 25-20 17-19) | -      | CA3e        | -                                |           |

F : forfait.
CHM : match du championnat du monde des moins de 19 ans 2007.
CA: match du championnat arabe masculin des moins de 19 ans 2007
PTPremier tour
MdcMatch de classement (9 à 16)
DFDemi-finale
3eMatch pour la 3e place

### Sélection pour lechampionnat du monde des moins de 19 ans 2007
- Anouar Ben Jemaa, Hamza Rezgui, Aymen Karoui, Ahmed Mlayah, Ilyès Karamosli, Chokri Jouini, Mohamed Ktari, Skander Ben Mansour, Houssem Kallel, Ismaïl Moalla, Mohamed Ali Saada, Bilel Berbere
- Entraîneur : Hichem Ben Romdhane